# Abdelaziz Amachi
Pour les articles homonymes, voir Amachi.
Abdelaziz Amachi (en arabe : عبدالعزيز عماشي) est un footballeur algérien né le 15 mars 1996 à Khemis Miliana dans la wilaya d'Aïn Defla. Il évolue au poste d'avant-centre à l'Olympique de Médéa.

## Biographie
Il évolue en première division algérienne avec son club formateur, le MC Alger et le DRB Tadjenanet. Il dispute actuellement 45 matchs en en inscrivant un but en Ligue 1.
Depuis janvier 2020 il est transféré à l'Olympique de Médéa.

## Palmarès
Olympique de Médéa
- Championnat d'Algérie D2 (1) :
  - Champion : 2019-20.